# Goussev (ville)
Pour les articles homonymes, voir Goussev.
Goussev (en russe : Гусев ; en allemand : Gumbinnen ; en polonais : Gąbin ; en lituanien : Gumbinė) est une ville de l'oblast de Kaliningrad, en Russie. C'est le siège administratif du raïon de Goussev.

## Géographie
La ville est située dans la région historique de Prusse. Goussev est arrosée par la rivière Pissa et se trouve à 105 km à l'est de la capitale régionale Kaliningrad et à 988 km à l'ouest de Moscou. La ville borde la route européenne 28 de Berlin à Vilnius.
Sa population s'élevait à 28 534 habitants en 2013. Elle est le site d'un projet de technopole.
La ville est desservie par la route fédérale A229, qui passe au nord de la ville.

## Histoire
À l'époque de sa conquête par l'ordre Teutonique au XIIIe siècle, la région était déjà habitée par des tribus prussiennes qui construisaient des fortifications pour se défendre. Un village sur les rives de la Pissa, nommé Kulligkehmen, trouve son origine dans le duché de Prusse fondé en 1525. Autour de l'an 1545, le duc Albert faisait construire une première église paroissiale. Le nom de Gumbinnen (de lituanien : gumbine, « canne ») est cité pour la première fois en 1580.

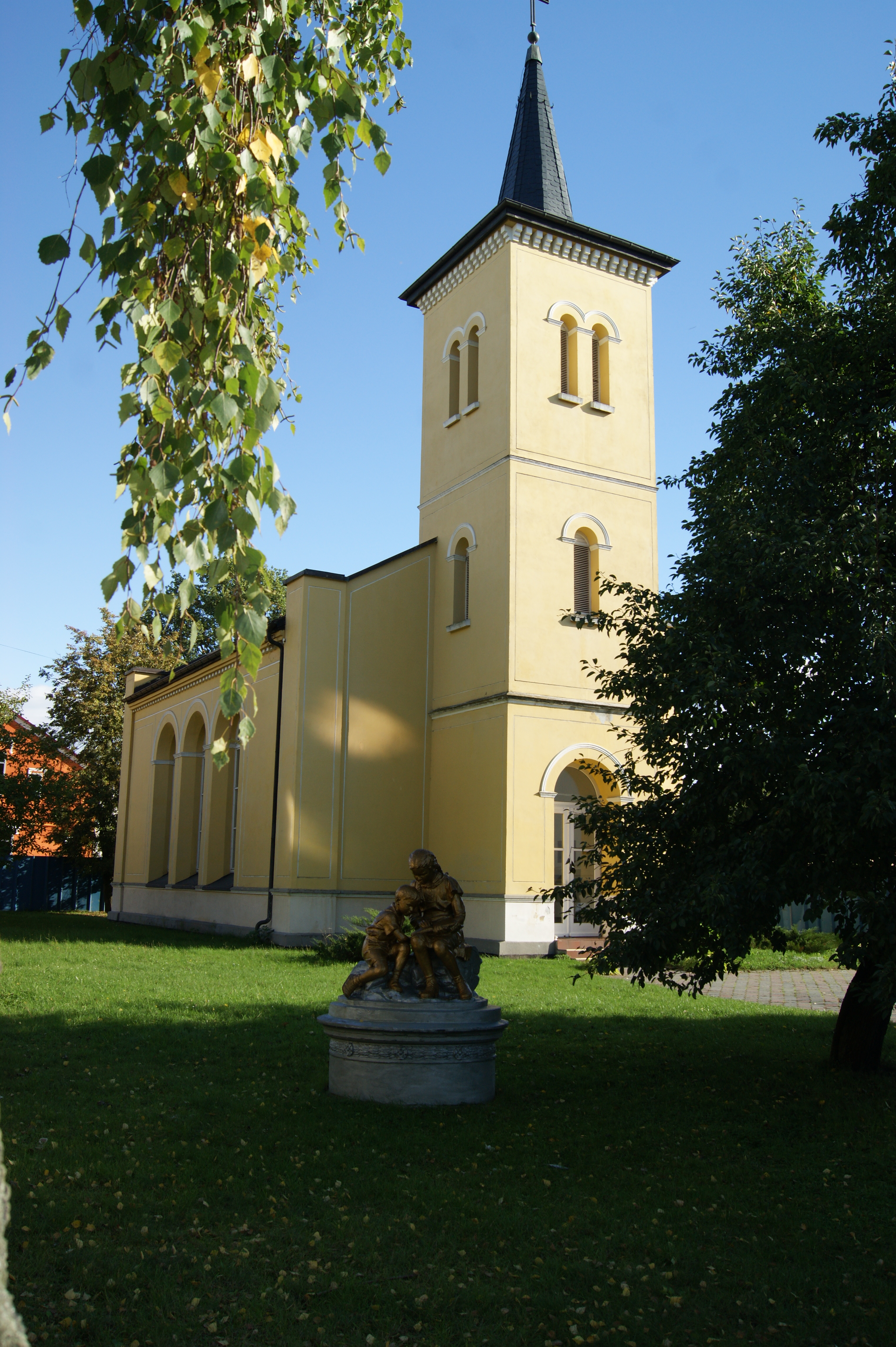
Église salzbourgeoise.

La région faiblement peuplée a connu une croissance significative sous le règne du roi Frédéric-Guillaume Ier de Prusse qui octroya à Gumbinnen les privilèges urbains le 24 mai 1724. Un grand nombre de réfugiés protestants (Exulanten) originaires de l'archevêché de Salzbourg se sont établis dans ce lieu à partir de 1732. Pendant la guerre de Sept Ans, la ville était occupée par les troupes russes de 1757 à 1762. Après la guerre de la Quatrième Coalition et la conclusion des traités de Tilsit en 1807, les forces françaises campèrent à Gumbinnen ; au cours de la campagne de Russie en 1812, l’empereur Napoléon Ier s'arrêta ici pour quelques jours.
À compter du 1er septembre 1818, la ville est incorporée dans la province de Prusse-Orientale du royaume de Prusse et fut le chef-lieu du district de Gumbinnen (Regierungsbezirk Gumbinnen) et de l'arrondissement de Gumbinnen. Elle est, à ce titre, rattachée à l'Empire allemand proclamé en janvier 1871. Gumbinnen était une ville de garnison de l'Armée prussienne. Depuis 1860, elle bénéficie d'une liaison à Berlin avec la ligne de Prusse-Orientale. La bataille de Gumbinnen, bataille majeure sur le front de l'Est au début de la Première Guerre mondiale, se déroula dans les environs, en août 1914, suivie par la première et la seconde bataille des lacs de Mazurie en septembre et en février 1915. De nombreux habitants ont fui la région avant la reconquête par les troupes allemandes.
À la fin de la Seconde Guerre mondiale, la ville était en grande partie détruite. Elle fut prise par l'Armée rouge le 21 janvier 1945. Gumbinnen fut renommée Goussev le 7 septembre 1946 en hommage au capitaine de l'armée soviétique Sergueï Ivanovitch Goussev (1918–1945), mort au combat lors de la prise de la ville. Il avait été fait Héros de l'Union soviétique à titre posthume le 19 avril 1945.

## Population
Recensements (*) ou estimations de la population
| 1875  | 1890   | 1925   | 1933   | 1939   |
| ----- | ------ | ------ | ------ | ------ |
| 9 144 | 12 207 | 19 002 | 19 987 | 22 181 |

| 1959*  | 1970*  | 1979*  | 1989*  | 2002*  |
| ------ | ------ | ------ | ------ | ------ |
| 14 174 | 22 053 | 24 574 | 27 031 | 28 467 |

| 2006   | 2010*  | 2012   | 2013   | 2014   |
| ------ | ------ | ------ | ------ | ------ |
| 28 051 | 28 260 | 28 542 | 28 534 | 28 508 |

| 2015   | 2016   | - | - | - |
| ------ | ------ | - | - | - |
| 28 511 | 28 204 | - | - | - |

## Jumelages
La ville de Goussev est jumelée avec :
- Pabianice (Pologne) depuis 2002 ;
- Gołdap (Pologne) ;
- Kazlų Rūda (Lituanie).

## Personnalités
- Jean-Baptiste Bernard Viénot de Vaublanc (1761-1812), militaire, mort à Goussev pendant la campagne de Russie ;
- Theodor von Schön (1773–1856), président du district à Gumbinnen de 1809 à 1816 ;
- Hans Victor von Unruh (1806-1886), conseiller d'État à Gumbinnen de 1839 à 1843 ;
- Otto von Corvin (1812–1886), journaliste ;
- Gotthard Heinrici (1886-1971), général de la Wehrmacht durant la Seconde Guerre mondiale ;
- Bruno Bieler (1888–1966), général de la Wehrmacht durant la Seconde Guerre mondiale ;
- Karin Burneleit (née en 1943), athlète ;
- Oleg Gazmanov (né en 1951), chanteur ;
- Vladimir Vdovitchenkov (né en 1971), acteur.